# Dušan Kalmančok
Dušan Kalmančok (né en 1945) est un astronome slovaque.

## Biographie
D'après le Centre des planètes mineures, il a co-découvert sept astéroïdes. Selon la citation de l'UAI de l'astéroïde (29824) Kalmančok, nommé d'après lui, « Il a contribué de manière significative à la construction de l'observatoire astronomique et géophysique de l'Université Comenius. Il a participé à l'élaboration de programmes d'observation pour étudier la matière interplanétaire et le Soleil ».
| Astéroïdes découverts : 7                                                                                     | Astéroïdes découverts : 7 |
| --- | ------------------------- |
| (11118) Modra[1]                                                                                              | 9 août 1996               |
| (15860) Siráň[1]                                                                                              | 20 avril 1996             |
| (24194) Paľuš[1]                                                                                              | 8 décembre 1999           |
| (38238) Holíč[2]                                                                                              | 18 juillet 1999           |
| (48934) Kočanová[3]                                                                                           | 18 août 1998              |
| (53910) Jánfischer[4]                                                                                         | 6 avril 2000              |
| (118366) 1999 GK[5]                                                                                           | 5 avril 1999              |
| 1. avec Adrián Galád 2. avec Štefan Gajdoš 3. avec Alexander Pravda 4. avec Leonard Kornoš 5. avec Juraj Tóth |                           |